# Ernst Diehl
Ernst Diehl (Etschberg, 28 marzo 1949) è un allenatore di calcio ed ex calciatore tedesco, di ruolo difensore.

## Carriera
Bandiera del K'lautern, ha totalizzato 356 presenze e 22 reti, divise tra Bundesliga, Coppa di Germania (31/3) e Coppa UEFA (11/1).
Nel marzo del 1983 è chiamato alla guida del FCK: a fine stagione lascia l'incarico. Nell'ottobre dello stesso anno è nuovamente nominato tecnico della società, dimettendosi nel novembre successivo.